# Troyka
Troyka est un groupe de rock progressif canadien originaire d'Edmonton, dans l'Alberta. Il est formé en 1965.

## Histoire
Troyka est formé à Edmonton par trois musiciens d'origine ukrainienne. Il est composé de Mike Richards (chant principal et batterie), Rob Edwards (guitare, mandoline et chant) et de Ron Lukawitski (basse, bongos et chant). Tous les trois ont auparavant joué temps au sein du groupe de garage rock The Royal Family, qui avait sorti deux singles sous le label Apex. Ils dissolvent ensuite le groupe pour former Troyka. En 1970, le groupe signe un contrat avec Cotillion Records, une filiale d'Atlantic Records, à New York.
Le groupe sort un album éponyme en 1970 sous le label Cotillion,,. Il atteint en juin de la même année la 81e place du classement album établi par le magazine RPM. Troyka est réédité en 2014.
Troyka est critiqué négativement par Rolling Stone. Fin 1970, Rob Edwards quitte le groupe, qui est dissout peu de temps après. À la suite de cela, Mike Richards part en Colombie-Britannique et ne donne plus aucun signe de vie. Rob Edwards et Ron Lukawitski restent quant à eux en contact et continuent de jouer ensemble dans plusieurs groupes.